# ТЕС Сагунто
ТЕС Сагунто – теплова електростанція на сході Іспанії.
В 2007 році на майданчику станції ввели в дію три однотипні парогазові блоки комбінованого циклу потужністю по 404 МВт, в кожному з яких одна газова турбіна потужністю 270 МВт живить через котел-утилізатор одну парову турбіну з показником 134 МВт. Паливна ефективність таких блоків складає 57,2%.
Як паливо станція використовує природний газ, що надходить до регіону через термінал для імпорту природного газу Сагунто (також можливі поставки по трубопроводу Тівісса – Валенсія).
Для охолодження використовують морську воду.
Видача продукції відбувається під напругою 400 кВ.